# Габовск
Габовск — посёлок в Таштагольском районе Кемеровской области. Входит в состав Коуринского сельского поселения.

## География
Центральная часть населённого пункта расположена на высоте 511 метров над уровнем моря.

## Население
По данным Всероссийской переписи населения 2010 года, в посёлке Габовск проживает 33 человека (19 мужчин, 14 женщины).